# Петровіт
Петровіт — мінерал. Знайдений вченими із СПбДУ у 2000 році у районі вулкана Толбачик на Камчатці. Названий на честь Томаса Петрова- російського кристалографа.

## Застосування
Мінерал (а точніше його синтетичний аналог, який планують отримати в лабораторних умовах) хочуть використовувати для виробництва натрій-іонних аккумуляторів через його властивості, а саме пори, по яких переміщаються атоми натрію. Така структура дуже цікава з точки зору іонної провідності і може застосовуватися для виробництва катодів.